# Бешлич, Халид
Халид Бешлич (босн. Halid Bešlić; род. 20 ноября 1953 года в деревне Кнежина, СР Босния и Герцеговина, СФРЮ) — югославский и боснийский певец и музыкант, один из самых популярных в странах бывшей Югославии.

## Биография
Халид Бешлич родился в деревне Кнежина общины Соколац. Его отец Муйо Бешлич, военный, скончался 1 апреля 2016 года в возрасте 83 лет в больнице Сараево. Халид, который в то время находился на гастролях в США, приехал на похороны в городе Олово, где Муйо жил с начала Боснийской войны.

## Карьера
После службы в армии Бешлич переехал из Кнежины в Сараево и начал выступать в местных ресторанах. Спустя несколько лет его он выпустил первые восемь синглов в период с 1979 по 1982 год, а его первый студийный альбом под названием «Sijedi starac» (Седоволосый старик) был выпущен в 1981 году.
К 1984 году он начал становиться все более и более известным благодаря таким популярным песням, как «Neću, neću dijamante» (Я не хочу, я не хочу бриллиантов) и «Budi budi uvijek srećna» (Всегда, всегда будь счастливой).
С тех пор Бешлич записал 17 альбомов и дал бесчисленное количество концертов.
В 80-е годы он выпустил восемь альбомов, в которых были такие популярные песни, как «Vraćam se majci u Bosnu» (Я возвращаюсь к моей матери в Боснию), «Sjećam se» (Я помню), «Hej, zoro, ne svani» (Эй, заря, не занимайся) и «Eh, kad bi ti» (Эх, если б ты).

## Личная жизнь
Халид Бешлич женат с ноября 1977 года.
В 1990-е годы, во время распада Югославии, в Боснии началась война, и Бешлич организовал более 500 гуманитарных концертов по всей Европе для жертв на своей родине.
Бешлич получил множество наград и большой финансовый успех благодаря своему пению. Также он владеет автозаправочной станцией и гостиницей на окраине Сараево.
В 2015 году он получил хорватское гражданство.

### Автомобильная авария в 2009 году
10 марта 2009 года около Халид Бешлич попал в аварию из-за гололеда. Так как он не был пристегнут ремнем безопасности, то получил серьёзные травмы лица и правого глаза и впал в кому. К счастью, он полностью выздоровел. Врачи в больницах Боснии, Турции и Бельгии пытались сохранить его глаз, однако все попытки в конечном итоге оказались безуспешными. После выздоровления Халид медленно вернулся на музыкальную сцену. Примечательно, что в конце октября 2009 года он провел большой концерт в Загребе.
Ранее он попадал в аварию в 1986 году вместе с певицей Сюзаной Манчич.

## Дискография
| Студийные альбомы: - Sijedi starac (1981) - Pjesma samo o njoj (1982) - Dijamanti… (1984) - Zbogom noći, zbogom zore (1985) - Otrov (1986) - Zajedno smo jači (1986) - Eh, kad bi ti rekla mi, volim te (1987) - Mostovi tuge (1988) - Opet sam se zaljubio (1990) - Ljiljani (1991) - Grade moj (1993) - Ne zovi me, ne traži me (1996) - Robinja (1999) - U ime ljubavi (2000) - Prvi poljubac (2003) - Halid 08 (2007) - Romanija (2013) - Trebević (2020) | Синглы: - Grešnica / Ne budi mi nadu (1979) - Sijedi starac / Zašto je moralo tako da bude (1980) - Mirela / Pet godina volio sam tebe (1981) - Pjesma samo o njoj / Domovino, u srcu te nosimo (1982) В качестве титульного артиста: - Ne zna juče da je sad (Вчера не знает, что сегодня, 2011) с Мики Вильикович Концерты: - Hala «Pionir» Beograd (uživo) (1988) - Koncert Skenderija (2001) - Halid Bešlić i gosti: Zetra Live (2004) - Halid Bešlić i Crvena Jabuka: Melbourne, Australia (2012) |